# 奥卢夫·彼泽森
奥卢夫·克里斯蒂安·埃德温·彼泽森（丹麥語：Oluf Kristian Edvin Pedersen，1878年3月14日—1917年3月8日），丹麦男子竞技体操运动员。他曾代表丹麦获得1912年夏季奥运会体操比赛男子团体自由式铜牌。